# Oumar Sène
Pour les articles homonymes, voir Sène.
Oumar Sène, né le 23 octobre 1959 à Dakar, est un footballeur international sénégalais qui évoluait au poste de milieu de terrain offensif.

## Biographie

### Stade lavallois
Joueur vedette de l'US Gorée, Oumar Sène est envoyé en France en janvier 1981 par un dirigeant du club sénégalais. Après un essai non concluant à l'Olympique de Marseille, il rejoint le Stade lavallois de Michel Le Milinaire, sur les conseils de son compatriote Moussa Dabo. Il débute en équipe B puis signe un contrat professionnel de 4 ans en juin 1981.
Racé, élégant et distingué, il fait prévaloir une technique exceptionnelle et une finesse dans le jeu de footballeur. Attaquant, il est considéré comme un avant-centre d'avenir, mais il joue milieu offensif à ses débuts en équipe première du Stade lavallois (et régulièrement à partir de la saison 1982-83), du fait de la présence du buteur allemand Uwe Krause. En 1982 il remporte la Coupe d'été, marquant en finale face à l'AS Nancy-Lorraine. Repositionné attaquant après le départ de Krause à Monaco à l'été 1983, il s'impose, même s'il marque peu.
Il participe au plus grand exploit du Stade lavallois en Coupe de l'UEFA lors de la saison 1983-84 en sortant vainqueur de l'équipe soviétique du Dynamo de Kiev. Le sort est moins clément au tour suivant où les Lavallois frisent l'exploit de sortir les autrichiens de l'Austria Vienne emmenés par Herbert Prohaska. Buteur au match retour après une défaite à l'aller, Oumar Sène redonnera espoir à son équipe. Il remporte la Coupe de la Ligue 1984, ouvrant le score en finale face à l'AS Monaco. En 2002, les supporters lavallois l'éliront dans les 22 joueurs du siècle du club mayennais.

### Paris Saint-Germain
Il fait l'objet de nombreuses convoitises, et signe en 1985 au Paris SG pour remplacer l'attaquant tchadien Toko, puis il devient rapidement une pièce maîtresse au milieu du terrain après le départ de Luis Fernandez. Le 11 avril 1986, lors du match PSG-Monaco, il inscrit l'unique but du match. Ce but permet au PSG de remporter le championnat. Il est de nombreuses fois sélectionné dans l'équipe du Sénégal de football.
À partir de 1987, il joue numéro 6 devant la défense et est nommé capitaine du PSG un an plus tard. Il le restera jusqu'en 1990.
En 2022, le magazine So Foot le classe dans le top 1000 des meilleurs joueurs du championnat de France, à la 695e place.

### Vie personnelle
Oumar est le père de Saër Sène, attaquant passé par la réserve du Bayern Munich, puis joueur des New England Revolution et des New York Red Bulls en Major League Soccer, de Blackpool en Angleterre et du SV Wehen Wiesbaden en 3e division allemande (septembre à décembre 2015).

### Reconversion
Il joue quelques matchs à Brétigny puis, en 2003 et pendant 6 années, il entraîne les amateurs du FC Étampes. En mai 2007 il devient animateur médiateur dans une maison de quartier à Étampes.
Il entraine ensuite les jeunes de l'AS Ermont, en banlieue parisienne.
Après quelques années dans l'événementiel (toujours en contact avec le foot) entre Paris et le Sénégal, il est entraîneur au FC Massy 91 de 2015 à 2016.

## Palmarès

### En club
- Vainqueur de la Coupe d'été en 1982 avec le Stade lavallois

- Vainqueur de la Coupe de la Ligue en 1984 avec le Stade lavallois

- Champion du Sénégal en 1978 avec l'US Gorée
- Champion de France en 1986 avec le Paris SG
- Vice-champion de France en 1989 avec le Paris SG

### EnÉquipe du Sénégal
- 30 sélections entre 1982 et 1992
- Participation à la Coupe d'Afrique des Nations en 1986 (Premier Tour) et en 1992 (1/4 de finaliste)

## Statistiques
- 286 matchs et 32 buts en Division 1
- 7 matchs et 1 but en Coupe de l'UEFA
- 30 sélections en équipe du Sénégal, entre 1982 et 1992